# Древогубец плетеобразный
Древогу́бец плетеобразный (лат. Celastrus flagellaris) — вид деревянистых лиан из рода Древогубец семейства Бересклетовые. Растение распространено на Дальнем Востоке.
В России в естественной среде обитания встречается в Приморском крае и Хабаровском крае, за пределами нашей страны произрастает в КНР и КНДР.
Распространён в смешанных долинных лесах, у подножия склонов гор, по долинам рек.

## Ботаническое описание
Древогубец плетеобразный — вьющаяся деревянистая листопадная лиана высотой до 8—12 метров. Двудомное растение.
Молодые побеги красно-коричневые, позднее кора становится буровато-коричневой .
Листья яйцевидные или округло-яйцевидные, длиной 4,0-8,0 см и шириной 1,0-4,0 см. Зелёная весенняя и летняя окраска осенью сменяется на жёлтую.
Цветки мелкие, желтовато-белые, располагаются в пазухах листьев. Цветение в июне-июле.
Плоды 4-6 мм в диаметре, желтые плоды-коробочки с семенами, созревают в августе-сентябре.

## Использование
Древогубец круглолистный культивируется как декоративное растение. Помимо прочего, растение используется для создания живых изгородей, в том числе тех, которые используются для декоративного оформления заборов, различных хозяйственных построек.